# Сеуде Гратаказо (Салерно)
Сеуде Гратаказо је насеље у Италији у округу Салерно, региону Кампанија.
Према процени из 2011. у насељу је живело 17 становника. Насеље се налази на надморској висини од 84 м.